# Třída Centenary
Třída Centenary (jinak též třída P18N) je třída oceánských hlídkových lodí nigerijského námořnictva. Třídu tvoří celkem dvě jednotky. Třída je derivátem čínských korvet typu 056.

## Stavba
Kontrakt na stavbu dvou jednotek této třídy byl zadán v dubnu 2012 loděnicím Wuchang Shipbuilding Industry ve Wu-chanu (jiný zdroj uvádí, že loděnice je součástí korporace China Shipbuilding and Offshore International Company (CSOC)). Přestože podle původních plánů měla být druhá jednotka vystrojena v nigerijském přístavu Port Harcourt, nakonec se tak stalo opět ve Wu-chanu, jako v případě první jednotky.
Prototypová jednotka Centenary do služby vstoupila 19. února 2015. Druhá jednotka Unity do Lagosu připlula 4. listopadu 2016.
Jednotky třídy Centenary:
| Jméno           | Spuštění na vodu | Dokončení         | Status  |
| --------------- | ---------------- | ----------------- | ------- |
| Centenary (F91) | 27. ledna 2014   | 19. února 2015    | aktivní |
| Unity (F92)     | 11. září 2014    | 20. prosince 2016 | Aktivní |

## Konstrukce
Výzbroj plavidel tvoří jeden 76mm kanón PJ-26 (čínská varianta sovětského AK-176) v dělové věži na přídi a dva 30mm kanóny v dálkově ovládaných zbraňových stanicích PJ-14. Na zádi se nachází přistávací plocha a hangár pro uložení vrtulníku Z-9 Chaj-tchun. Pohonný systém tvoří dva diesely MTU 20V 4000 pohánějící dva lodní šrouby. Nejvyšší rychlost dosahuje 21 uzlů.